# Gora Izvestija
Gora Izvestija är ett berg i Antarktis. Det ligger i Östantarktis. Australien gör anspråk på området. Toppen på Gora Izvestija är 916 meter över havet.
Terrängen runt Gora Izvestija är platt åt nordväst, men åt sydost är den kuperad. Trakten är obefolkad. Det finns inga samhällen i närheten.